# Lördagskväll och söndagsmorgon
Lördagskväll och söndagsmorgon (engelska: Saturday Night and Sunday Morning) är en brittisk dramafilm från 1960 i regi av Karel Reisz. Filmen baseras på Alan Sillitoes roman med samma namn.
1999 placerade British Film Institute filmen på 14:e plats på sin lista över de 100 bästa brittiska filmerna genom tiderna.

## Rollista i urval
- Albert Finney - Arthur Seaton
- Shirley Anne Field - Doreen
- Rachel Roberts - Brenda
- Hylda Baker - Tant Ada
- Norman Rossington - Bert
- Bryan Pringle - Jack